# 维特涅德
维特涅德，是匈牙利杰尔-莫雄-肖普朗州所辖的一个村。总面积32.25平方公里，总人口1386，人口密度43.0人/平方公里（2011年1月1日）。